# Eduard Gáborík
Eduard Gáborík (* 22. Februar 1942) ist ein ehemaliger tschechoslowakischer Fußballspieler, der für fünf Vereine spielte und mit zweien drei internationale Titel gewann.

## Karriere

### National
Gáborík kam das erste Mal in der Saison 1959/60 im Alter von 18 Jahren im Seniorenbereich für den ČH Bratislava in der 1. fotbalová liga, die höchste Spielklasse im tschechoslowakischen Fußball, zum Einsatz. Er debütierte am 4. Mai 1960 (21. Spieltag) bei der 0:1-Niederlage im Heimspiel gegen TJ Dynamo Praha, in seinem einzigen Saisonspiel. Sein erstes von vier Saisontoren in insgesamt 22 Punktspielen in der Folgesaison erzielte er am 2. Oktober 1960 (8. Spieltag) beim 1:0-Sieg im Heimspiel gegen TJ Slovan Bratislava ÚNV mit dem Siegtreffer in der 32. Minute.
Von 1962 bis 1965 spielte er für TJ Slovnaft Bratislava, anschließend – unter erfolgter Namensänderung – von 1965 bis Dezember 1968 für TJ Internacionál Slovnaft Bratislava.
Von 1969 bis November 1970 war er dann für den Ligakonkurrenten TJ ZVL Žilina aktiv, bevor er sich nach Prag begab. Von 1971 bis 1973 gehörte er Slavia Prag an, für den er vier Tore in 44 Punktspielen bestritt. Sein letztes bestritt er am 30. September 1972 (9. Spieltag) bei der 0:2-Niederlage im Heimspiel gegen TJ Tatran Prešov.

### International
Auf internationaler Vereinsebene kam er im Wettbewerb um den Mitropapokal 1960 und 1961 in zwei Spielen gegen Tatabányai Bányász Sport Club sowie in Gruppe 2 gegen den SV Stickstoff Linz und den AC Turin zum Einsatz. 1967/68 wurde er im Achtelfinal-Hin- und Viertelfinal-Rückspiel bei der 1:3-Niederlage gegen Tatabányai Bányász Sport Club und beim 3:2-Sieg über FK Roter Stern Belgrad eingesetzt.
Des Weiteren kam er an fünf aufeinander folgenden Teilnahmen am International Football Cup bzw. an der Internationalen Meisterschaft in 36 Spielen (sechs Tore), sowie bei drei Teilnahmen am Wettbewerb um den UEFA Intertoto Cup in fünf Spielen (zwei Tore) zum Einsatz.

## Erfolge
- IFC-Sieger 1963, 1964 (mit TJ Slovnaft Bratislava)
- UI Cup-Sieger 1972 (mit Slavia Prag)